# تپه براسب
تپه براسب مربوط به عصر مس است و در شهرستان ارومیه، بخش سیلوانه، دهستان مرگور، روستای براسب واقع شده و این اثر در تاریخ ۲۵ آبان ۱۳۸۷ با شمارهٔ ثبت ۲۳۵۷۳ به‌عنوان یکی از آثار ملی ایران به ثبت رسیده است.